# Журавлёв, Василий Васильевич
Василий Васильевич Журавлёв (20 января 1881, Кунгур, Пермская губерния, Российская империя — 12 декабря 1967, Москва, СССР) — русский и советский художник, искусствовед и педагог.
Автор книг и статей по изобразительному искусству.

## Биография
Родился 20 января 1881 года в Кунгуре Пермской губернии.
После окончания кунгурского городского училища, на полученную от города стипендию уехал в Москву и поступил в Строгановское училище, окончив в котором в 1904 году 5 классов по живописно-декоративному отделению, получил звание «Учёный рисовальщик». В 1908 году закончил полный курс Строгановского училища по живописно-декоративному отделению и получил звание «Художник по прикладному искусству». После Строгановского училища поступил в Московское училище живописи, где работал в мастерской С. В. Иванова.
Участник революционного движения в России начала XX века. Революционная работа, участие в боевых дружинах во время восстания 1905 года и трехлетний арест прерывали занятия в Училище живописи. 17 декабря 1908 года Журавлёв за подпольную работу был арестован в Москве, затем переведён в Пермскую губернскую тюрьму и находился в заключении до 1 июля 1911 года
Освободившись из заключения, он два года жил в родном Кунгуре, работал в фотографии Долгушева, занимался раскраской портретов. В то время из-под его кисти вышло большое панно — панорамный вид Кунгура. Эта картина находится ныне в городском Краеведческом музее.
После возвращения в 1913 году в Москву, многие годы занимался художественно-педагогической, а также научной и литературной работой. Жил в Москве и в Тарусе (улица Луначарского, 39, снесён в 1970-е годы). С 1922 года Журавлёв — участник выставок. Член АХРР в 1922—1930 годах, вёл кроме этого в Ассоциации большую общественную работу. Был участником выставок к пятилетию, десятилетию и пятнадцатилетию РККА.
В рецензии на VII выставку АХРР работу Журавлева отметил А. В. Луначарский:
Возьмем картину Журавлева «Баррикады». Ночь, но на отстреливающихся и как бы рвущихся вперед баррикадных бойцов и на весь их пьедестал-баррикаду яркий пожар льет свой кровавый отблеск, в котором все краски стираются, так что во всей картине противопоставлены два тона. Это придает картине характер, эстампа. Ее легко воспроизвести в виде цветной литографии, и это будет красиво на стене любого клуба.
Художника обвиняют в некоторой романтике. Даже говорят что-то о том, что нужно-де изображать революцию в ее простом, сером, будничном виде. В этом видят какую-то демократическую добродетель. Ни на одну минуту не отрицая всей важности трезвого наблюдения революции и всей внутренней торжественности ее простоты, никак не могу согласиться с тем, чтобы в революции не было огромного пафоса, подъема, никак не могу согласиться с тем, чтобы эти стороны революции нельзя было изображать, так сказать, живописной музыкой. Ведь не требуют же от революционного марша, чтобы он был правдиво сер и ненаряден; наоборот, он зажигает тем больше, чем больше в нем праздничной звучности и контрастов. Того же мы вправе требовать и от картины.

По правде сказать, только в картине Журавлева имеется намек на такую трактовку революции; именно этим картина и выделяется, именно за это она заслуживает похвалы.
Картины В. В. Журавлёва были представлены на многих Всесоюзных выставках: «Великая Отечественная война» (1942), «Героический фронт и тыл» (1943), выставке пейзажа (1944), на заграничных выставках советского искусства в Японии (1927), США (1928), Праге (1928), Кёльне (1929), Цюрихе (1931), на Международной выставке в Венеции (1930).
Работы В. В. Журавлева имеются в Музее революции СССР, Государственной Третьяковской галерее, Музее Красной армии, Кунгурском музее-заповеднике и многих других собраниях.
Наряду с педагогической деятельностью В. Журавлёв занимался и литературной. В соавторстве с женой Евгенией Александровной Журавлёвой (Атрыганьевой; (1877—1945)) им были написаны монографии о художниках: С. В. Иванове, Н. А. Касаткине, А. А. Иванове, М. А. Врубеле, И. К. Айвазовском и других.
Умер 12 декабря 1967 года. Похоронен на старом Городском кладбище в Тарусе.

## Награды
- Заслуженный деятель искусств РСФСР (1956).
- За творческие успехи и активную общественную работу удостоен ряда правительственных наград, среди них медали: «За доблестный труд в Великой Отечественной войне 1941—1945 гг.», «За оборону Москвы», «В память 800-летия Москвы».